# René Marc Sepac
René Marc Sepac (* 1980 in Bremen) ist ein deutscher Salafist und islamistischer Aktivist.

## Leben
René Sepac wurde als Sohn eines malaysischen Vaters und einer deutschen Mutter in Bremen geboren. Als ehemaliger Katholik trat er zum Islam über. Seit 2006 folgt er der fundamentalistischen Ideologie der Taqfiris. Diese akzeptieren keine von der Scharia abweichende Rechtsordnung. Sie sehen deshalb auch die freiheitliche demokratische Grundordnung für sich als nicht gültig an und ziehen sich in eine Parallelgesellschaft zurück. Dort gelten Gesetze und Rechtsfindungsverfahren, die sie von der Scharia gedeckt sehen.
Sepac war Kontaktmann der europäischen Dschihadszene für die deutsche Szene. Er unterstützte die deutsch- und englischsprachige Propagandaproduktion Globale Islamische Medienfront (GIMF). Zudem pflegte er Verbindungen zum Al-Qaida-Netzwerk.
Abgehörte Telefonate aus dem Frühjahr 2007 belegen, dass Sepac mit einem weiteren Islamisten den Häuserkampf auf einem stillgelegten Militärgelände nahe Bremen üben wollte. 2009 reiste Sepac über die Türkei in den Iran. Von dort aus wollte er in ein Terrorlager in der afghanisch-pakistanischen Grenzregion weiter reisen. Allerdings verpasste er in Teheran seinen Schleuser. Nach seiner Rückkehr zogen deutsche Behörden seinen Reisepass ein.
Da seine Pläne, in den Dschihad zu ziehen, gescheitert waren, gründete Sepac im Sommer 2008 den islamischen Kultur & Familien Verein e. V. im Bremer Stadtteil Gröpelingen. Er wurde Vorsitzender des Vereins. Der Bremer Verfassungsschutz vermutete 2014, dass aus dem Umfeld des Vereins bis dahin acht Männer, fünf Frauen und sieben Kinder in den Bürgerkrieg in Syrien gezogen waren. Am 5. Dezember 2014 wurde der Verein vom Bremer Innensenator Ulrich Mäurer verboten; die Vereinsräume wurden durchsucht.
Einem Medienbericht vom Juli 2009 zufolge wurde Sepac „seit mehr als einem halben Jahr“ permanent vom Verfassungsschutz beobachtet. Ferner wäre er rund um die Uhr von Beamten des Landeskriminalamtes überwacht worden und seine Wohnung bereits zweimal durchsucht worden. Sepacs Sympathisanten sollen die Reifen eines Observationswagens zerstochen haben.
Wegen seiner Ausreise mit Ziel Afghanistan wurde er vor dem Koblenzer Landgericht angeklagt. Sepac sagte später über seine Reise, er habe im Iran lediglich Parfum kaufen wollen. Im Übrigen sei er ein guter Muslim.
2012 wurde Sepac vom Oberlandesgericht München zu dreieinhalb Jahren Haft verurteilt. Ihm wurde zur Last gelegt, die Botschaften von Osama bin Laden in der globalen Islamischen Medienfront GIMF für deutsche Nutzer aufbereitet zu haben. Des Weiteren wurden ihm seine zwei Versuche nachgewiesen, sich dem terroristischen Dschihad anzuschließen.
Angeblich rekrutierte er in der JVA Bremen zwei Mithäftlinge, die nach ihrer Entlassung nach Syrien gingen. Die Haft endete im Februar 2016. Im April 2016 soll es im Rahmen von Auseinandersetzungen innerhalb der Bremer Salafistenszene zu tätlichen Übergriffen gekommen sein, die unter anderem zu Ermittlungen wegen gefährlicher Körperverletzung gegen Sepac führten. Laut Bremer Staatsanwaltschaft sollen sich Sepac und andere Personen mutmaßlich dazu verabredet haben, zwei Menschen zu töten.